# Исаевич, Дмитрий Григорьевич
Дмитрий Григорьевич Исаевич (8 ноября 1889, Велицк — 17 января 1973, Стрый) — украинский общественный и политический деятель, член Всероссийского учредительного собрания, журналист.

## Биография
Родился в селе Велицк (ныне село Ковельского района Волынской области) в семье священника. Учился в духовном училище в Кременце и Житомирской духовной семинарии. По одним сведениям учился на экономическом факультете Киевского политехнического института, по другим окончил экономический факультет Петербургского политехнического института. Во время Февральской революции 1917 — организатор украинских митингов и манифестаций в Петрограде.
Один из лидеров Украинской партии социалистов-революционеров, входил в ЦК УПСР и ЦК Селянской спилки (Крестьянского союза). Член Украинской Центральной Рады и Малой Рады, сотрудник газеты «Народная воля». В ноябре 1917 избран во Всероссийское учредительное собрание в Подольском избирательном округе по списку № 1 (украинские эсеры, Спилка, украинские социал-демократы). 22 апреля 1918 назначен членом украинской делегации на переговорах с РСФСР. С января 1919 — экономический советник украинской делегации на Парижской мирной конференции 1919—1920. В июне 1919 участвовал в работе Международного кооперативного конгресса в Париже (Франция), где выступил с докладом «Украинская кооперация», был участником переговоров о вступлении Украинского кооперативного союза в Международный кооперативный альянс.
В эмиграции жил в Чехословакии, некоторое время работал в украинском социологическом институте в Праге. Публиковал научные труды на украинском языке. Член зарубежного представительства УПСР возглавлял группу Крестьянского союза, делегат от УПСР на конгрессе Социалистического рабочего интернационала. В 1930 году вернулся на Волынь, работал журналистом в Луцке. Впоследствии, не желая сотрудничать с польскими властями, поселился в родном селе, занимался сельским хозяйством. 17 января 1973 года умер в городе Стрый.
Его сын Ярослав Дмитриевич Исаевич (1936—2010), украинский историк, общественный деятель, академик НАН Украины, президент Международной ассоциации украинистов, директор Института украиноведения им. И. Крипякевича НАН Украины.